# Tweede Kamerverkiezingen 1989/Kandidatenlijst/Staatkundige Federatie
Dit is de kandidatenlijst voor de Tweede Kamerverkiezingen 1989 van de Staatkundige Federatie. De partij deed alleen mee in kieskring 6 ('s-Gravenhage).

## De lijst
1. Wim Kock - 26 stemmen
2. Jobsje Kerkhoff-van Ede - 1
3. Marijke Deckers - 0
4. Nel Klijnstra - 0
5. Tonia Leeuwenstijn - 4

CDA · PvdA · VVD · D66 · SGP · Groen Links · GPV · RPF · VCN · SP · Humanistische Partij · Milieu Defensie Partij 2000+ · PDS · Realisten Nederland · AWP · Bejaarden Centraal · Vrouwenpartij · Socialistische Minderheden Partij · Centrumdemocraten · De Groenen · PPvO · VMP · SAP · Grote Alliance Partij · Staatkundige Federatie